# Krystyna Kurczab-Redlich

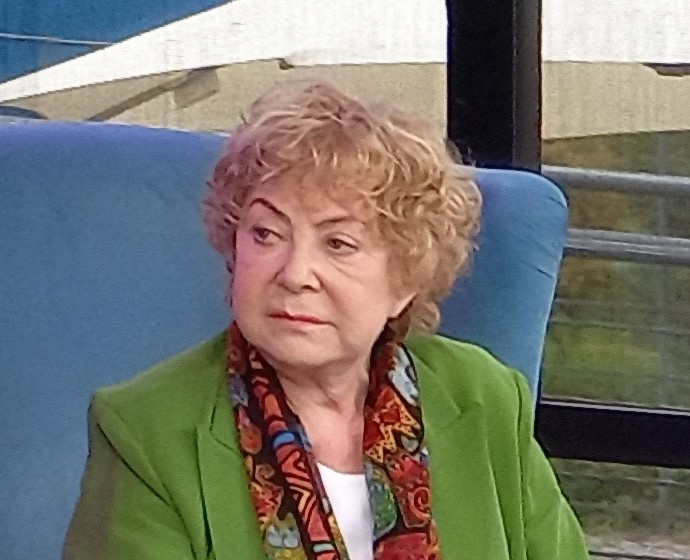
Krystyna Kurczab-Redlich (Opole, 2022)

Krystyna Kurczab-Redlich (* 6. Dezember 1954 in Zabrze) ist eine polnische Journalistin, Reporterin und Buchautorin.
Krystyna Kurczab-Redlich absolvierte ein Studium der Rechtswissenschaft an der Jagiellonen-Universität in Krakau. Sie arbeitete als Journalistin bei Przekrój, Panorama und Szpilki. In den Jahren 1990–2004 war sie Korrespondentin polnischer Medien in Russland und seit dem Zweiten Tschetschenienkrieg auch Autorin von Dokumentarfilmen über Tschetschenien. 
Sie schreibt Bücher über Russland, unter anderem eine Biografie über Wladimir Putin: Wowa, Wołodia, Władimir; das Buch schildert einen Lebenslauf der in hohem Maße der gängigen Biografie Putins widerspricht, beispielsweise soll Putin einer russischstämmigen Familie aus der Georgischen SSR entstammen und von seinem Stiefvater schwer misshandelt worden sein.

## Bücher
- 2000 – Pandrioszka
- 2007 – Głową o Mur Kremla
- 2012 – Głową o Mur Kremla. Nowe Fakty
- 2016 – Wowa, Wołodia, Władimir. Tajemnice Rosji Putina